# لوگان خوش‌شانس
لوگان خوش شانس (انگلیسی: Logan Lucky) فیلمی در ژانر کمدی و سرقت به کارگردانی استیون سودربرگ است.

## داستان
برادران جیمی (چنینگ تیتوم) و کلاید لوگان (آدام درایور)، برای معکوس کردن یک نفرین خانوادگی تلاش می‌کنند. آنها در حین برگزاری مسابقه کوکا-کولا ۶۰۰ در جاده سریع‌السیر چارلوت موتور دست به یک سرقت دقیق و حساب شده می‌زنند….

## بازیگران
- دنیل کریگ در نقش جو بنگ
- سباستین استن در نقش یک راننده ماشین ناسکار
- چنینگ تیتوم در نقش جیمی لوگان
- رایلی کیئو در نقش ملی لوگان
- آدام درایور در نقش کلاید لوگان
- هیلاری سوانک
- ست مک‌فارلن در نقش مکس چیبلاین
- کاترین واترستون
- دیوید دنمان در نقش مودی
- جک کواید
- کیتی هلمز در نقش بابی، همدم لوگان و یک تاجر
- برایان گلیسون در نقش سام بنگ

## تولید
در ۳ فوریه ۲۰۱۶ اعلام شد که استیون سودربرگ می‌خواهد با ساخت یک فیلم با بازی مت دیمون و چنینگ تیتوم خود را بازنشسته کند. سایت ددلاین.کام در همان روز اعلام کرد که مت دیمون درگیر کارهایش است و احتمالاً مایکل شنون جایگزین او شود. فیلم نیشن اینترتینمنت، فیلم را به جشنواره بین‌المللی فیلم برلین آورد تا حق توزیع فیلم را بفروشد. در ۱۱ می ۲۰۱۶ مایکل شنون از پروژه کنار رفت؛ زیرا دچار درگیری‌هایی در برنامه‌ریزی اش بود؛ و همچنین آدام درایور و ست مک فارلن وارد مذاکرات برای حضور در فیلم شدند. در ۲۶ می ۲۰۱۶ حضور ست مک فارلن و آدام درایور در فیلم تأیید شد. همچنین معامله نهایی با دنیل کریگ، کاترین هیگل و رایلی کیئو بسته شد. در همان ماه اعلام شد که شرکت خودروسازی ناسکار با این فیلم همکاری خواهد کرد. در جوئن ۲۰۱۶،هیلاری سوانک، کاترین واترستون و جک کواید به عنوان بازیگران فیلم اعلام شدند. در ۱۵ اوت ۲۰۱۶ اعلام شد که جیم اوهایر به بازیگران فیلم پیوست. در ۳۱ اوت ۲۰۱۶ گزارش داده شد که سباستین استن به گروه بازیگران پیوست.

### فیلمبرداری
در ۲۴ اوت ۲۰۱۶ فیلمبرداری لوگان خوش شانس آغاز شد. قرار شد که فیلمبرداری به سرعت در ۳۵ روز صورت بگیرد. در اواخر آگوست چینینگ تیتوم در مجموعه فیلم به صورتی دیده شد که با دست مصنوعی در حال رانندگی و ایفای نقش بود.

## انتشار
بلیکیر استریت و فینگر پرینت ریلیزینگ این فیلم را در ۱۸ اوت ۲۰۱۷ منتشر کردند.